# Minte

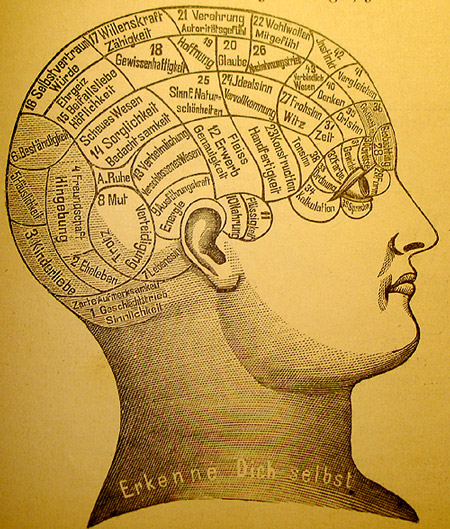
O cartografiere frenologică a creierului. Frenologia a fost printre primele încercări de corelare a funcțiilor mentale cu anumite părți ale creierului.

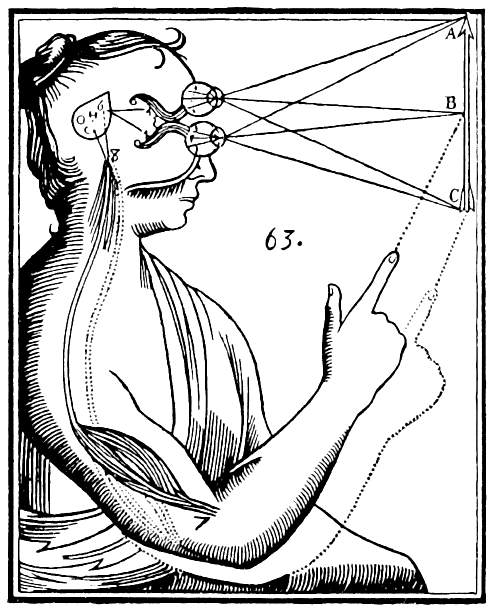
Ilustrația lui René Descartes a dualismului minții / corpului. Descartes credea că intrările sunt transmise de organele senzoriale la epifiză din creier și de acolo la spiritul imaterial.

Mintea este ansamblul de caracteristici informaționale care determină personalitatea. Mintea este un set de facultăți cognitive, incluzând conștiința, percepția, gândirea, judecata, limbajul și memoria. Este de obicei definită ca fiind facultatea gândurilor și conștiinței unei entități. Acesta deține puterea de imaginație, recunoaștere și apreciere și este responsabilă pentru procesarea sentimentelor și a emoțiilor, rezultând atitudini și acțiuni.
Există o lungă tradiție în filozofie, religie, psihologie și știința cognitivă despre ceea ce constituie o minte și care sunt proprietățile sale distinctive. 
O întrebare deschisă cu privire la natura minții este problema minții-corp, care investighează relația dintre minte și creierul fizic și sistemul nervos. Punctele de vedere mai vechi au inclus dualismul și idealismul, care au considerat mintea oarecum non-fizică. Punctele de vedere moderne se concentrează adesea asupra fizicismului și funcționalismului, care susțin că mintea este aproape identică cu creierul sau poate fi redusă la fenomene fizice, cum ar fi activitatea neuronală, deși dualismul și idealismul continuă să aibă mulți susținători.

## Etimologie
Semnificația inițială a cuvântului din limba engleză veche gemynd a fost capacitatea de memorie, nu de gândire în general. Cuvântul păstrează acest sens în Scoția.

## Definiții
Atributele care alcătuiesc mintea sunt dezbătute. Unii psihologi susțin că doar funcțiile intelectuale "superioare" constituie mintea, în special rațiunea și memoria. În această perspectivă, emoțiile - dragostea, ura, teama și bucuria - sunt mai primitive sau subiective în natură și trebuie văzute ca fiind diferite de mintea ca atare. Alții susțin că diferitele stări raționale și emoționale nu pot fi atât de separate, încât sunt de aceeași natură și origine și, prin urmare, ar trebui considerate toate părțile lor ca minte.
În uz popular, mintea este frecvent sinonimă cu gândul: conversația privată cu noi înșine, pe care o purtăm "în interiorul capului nostru".  Astfel,  "ne formulăm gândurile", "ne răzgândim" sau suntem "de două păreri" în legătură cu ceva. Unul dintre atributele cheie ale minții în acest sens este faptul că este o sferă privată la care nimeni afară de proprietar nu are acces. Nimeni altcineva nu ne poate "cunoaște mintea". Ei pot interpreta doar ceea ce comunicăm conștient sau inconștient.

## Facultăți mentale
În general vorbind, facultățile mentale sunt diferitele funcții ale minții sau lucrurile pe care mintea le poate "face".
- Gândirea este un act mental care permite oamenilor să înțeleagă lucrurile în lume și să le reprezinte și să le interpreteze în moduri semnificative sau care corespund nevoilor, atașamentelor, obiectivelor, angajamentelor, planurilor, scopurilor, dorințelor etc. Gândirea implică medierea simbolică sau semiotică a ideilor sau a datelor, ca atunci când formăm concepte, ne implicăm în rezolvarea problemelor, raționamentelor și luarea deciziilor. Cuvintele care se referă la concepte și procese similare includ deliberarea, cunoașterea, ideea, discursul și imaginația.
- Memoria este capacitatea de a păstra, reține și ulterior a reda cunoștințe, informații sau experiență. Deși memoria a fost, în mod tradițional, o temă persistentă în filosofie, la sfârșitul secolului al XIX-lea și începutul secolului al XX-lea, studiul memoriei a apărut ca subiect de cercetare în cadrul paradigmelor psihologiei cognitive. În ultimele decenii, a devenit unul dintre pilonii unei noi ramuri a științei numită neuroștiință cognitivă, o combinație dintre psihologia cognitivă și neurologia.
- Imaginația este activitatea de a genera sau a evoca noi situații, imagini, idei sau alte calități în minte. Este o activitate caracteristic subiectivă, mai degrabă decât o experiență directă sau pasivă. Termenul este folosit tehnic în psihologie pentru procesul de revigorare în mintea percepțiilor obiectelor anterior date în percepția sensului.
- Conștiința la mamifere (aceasta include și oamenii) este un aspect al minții, despre care se crede că cuprinde calități cum ar fi subiectivitatea, sentimentul și abilitatea de a percepe relația dintre sine și mediul înconjurător. Este un subiect de cercetare în filozofia minții, psihologiei, neuroștiinței și științei cognitive. Unii filozofi împart conștiința într-o conștiință fenomenală, care este experiența subiectivă în sine, și accesul la conștiința, care se referă la disponibilitatea globală a informațiilor pentru sistemele de procesare din creier.

## Funcții ale minții
Percepția și reprezentarea realității
- Prin percepție întelegem culegerea de informații din spațiul fenomenal cu ajutorul simțurilor specializate precum văzul, auzul, gustul, mirosul și sensibilitatea tactilă.
- Reprezentarea este un complex proces mental, prin care algoritmii specializati extrag din fiecare tip de mesaj senzorial forme și procese specifice pe care le numim generic 'realitate'.

Spre exemplu, din mesajul video, mintea extrage diferite imagini particularizate ca forme geometrice, culori, intensități luminoase, interacțiuni și diferite schimbări ale acestora.
Din mesajul audio se obține forma sonoră, sunetul, modalitate fenomenală foarte importantă utilizată în construirea limbajului și realizarea comunicării.
Prin reprezentare, subiectul se situeaza în lumea fenomenală compusă dintr-o mulțime de obiecte, relații, calități și evenimente.
- Construcția și declașarea comportamentului gestual prin care subiectul intervine transformant în alcătuirea reprezentării fenomenale.

Odată poziționat în realitatea reprezentată, omul, ca orice alt biosistem își identifică nevoile și declanșează acțiuni de satisfacere. 
Primele acțiuni prin care individul își rezolvă nevoile, sunt gesturile fizice, definite ca mișcări ale părților specializate ale corpului. Fiecare gest fixează și manipuleaza într-un fel specific obiectele video ale reprezentării, schimbandu-le pozițiile, formele, proprietățile și mișcările. 
Gestul este principalul instrument prin care omul schimbă alcătuirea realității, îi modifică parametrii de stare și direcția evolutivă.
- Geneza și utilizarea 'limbajului' caracterizat ca ansamblu de operanzi informationali prin intermediul carora se poate realiza descrierea si comunicarea realității, descrierea comportamentului fizic si mental al subiectului, denominarea gesturilor, controlul acțiunii gestuale sau intelective, investigante și modelante de realitate.

Limbajul este cel mai complex și eficiet instrument de diferențiere modală și control sistematic al stărilor mentale ți gestuale ale subiectului, iar prin intermediul schimbărilor produse în subiect, sunt schimbate în mod determinat și componentele realității.
- Construcția conceptelor, fiecare explicitând familii de invarianțe obiectuale, dinamice, relaționale sau caracterizante, aplicabile realității.

- Geneza stărilor afective prin care subiectul alocă valori lumii și persoanei, se atasează emotiv de ele, își propune scopuri și luptă să le atingă. Afectivitatea este funcția umanizantă, prin intermediul ei omul socializează, creează grupuri de interese, acțiuni, colaborări și relații intime, își exprimă personalitatea și contribuie la modificarea personalității partenerilor.

- Cea mai obscură și neînțeleasă funcție a minții, este conștientizarea subiectului. Conștiența este capabilitatea unui subiect de a nu se identifica niciodată pe deplin cu oricare din stările proprii, de a avea permanent o rezervă de sine, distinctă de sinele implicat. Prin conștiență omul se poate decupla de orice acțiune sau relație în desfășurare și poate alege și parcurge alta, păstrând mereu posibilitatea desprinderii de aceasta.

Principala proprietate creativă a minții este construcția conceptelor, a agregatelor informaționale reflectând segmente de realitate sau persoană.
Conceptele discern proprietăți structurale, corelante, calitativ sau cantitativ operante, sau descriptiv afective. Prin concepte individul modelează realitatea sau se autodefinește modal. Autodefinirea presupune reprezentarea de sine fizică, reprezentarea conceptuală, particularizarea intențională și afectivă. 
Un subiect autodefinit se situează în realitate, se conștientizează autosituant, se orientează interactiv în ambient, își identifică și rezolvă scopurile și atribuie valori lumii și persoanei.